# Cardiff University
Cardiff University (wal. Prifysgol Caerdydd) – brytyjska uczelnia publiczna z siedzibą w mieście Cardiff, w Walii. 
Została założona w 1883 roku jako University College of South Wales and Monmouthshire. Od 2004 r. ma status uniwersytetu.
Uczelnia należy do Russell Group, stowarzyszenia brytyjskich uniwersytetów skoncentrowanych na badaniach naukowych. Wśród kadry akademickiej i absolwentów znajdują się trzy głowy państwa lub rządu, dwóch laureatów Nagrody Nobla, 15 członków Royal Society, 11 członków Royal Academy of Engineering, siedmiu członków British Academy, 21 członków Academy of Medical Sciences i 34 członków Academy of Social Sciences
Na uczelni studiuje ponad 30 tys. studentów i zatrudnia ona ponad 6 tys. pracowników. Prawie 23% studentów i 22% pracowników akademickich pochodzi spoza Wielkiej Brytanii. 
Uniwersytet prowadzi badania w różnych dyscyplinach. Odkrycia pioniera komórek macierzystych i laureata Nagrody Nobla, prof. Martina Evansa, są stosowane obecnie w wielu obszarach biomedycyny. Stały się one kluczem do ustanowienia Cardiff jako wiodącego na świecie centrum badań biomedycznych. 
Profesor Robert Huber dołączył do Uniwersytetu w 2007 roku, aby kierować rozwijaniem biologii chemicznej w Cardiff. Jest to wspólna inicjatywa między Wydziałami Chemii i Biosciences. Został on uhonorowany Nagrodą Nobla w dziedzinie chemii w 1988 roku za określenie trójwymiarowej struktury centrum reakcji fotosyntetycznej.  Był jednym z trzech laureatów, którzy jako pierwsi zdołali odkryć pełne szczegóły budowy białka związanego z błoną, ujawniając strukturę molekuły atom po atomie.
W 2015 roku Centrum Genetyki Neuropsychiatrycznej i Genomiki (Centre for Neuropsychiatric Genetics and Genomics) tej uczelni otrzymało nagrodę Queen’s Anniversary Prize za pionierskie badania w dziedzinie genetyki zaburzeń psychicznych i przełomowe odkrycia dotyczące ryzyka schizofrenii w wyniku używania konopi indyjskich i powiązań genetycznych z autyzmem, ADHD i chorobą Alzheimera.